# هف
الهف[بحاجة لمصدر]أو الرَّدَّانة (الاسم العلمي: Osmerus) هو جنس من الأسماك يتبع الفصيلة الهفيات من رتبة هفيات الشكل.

## أنواع الهف
- هف باسفيكي
- هف أوروبي
- هف عضاض
- هف قزمي